# Stonehenge

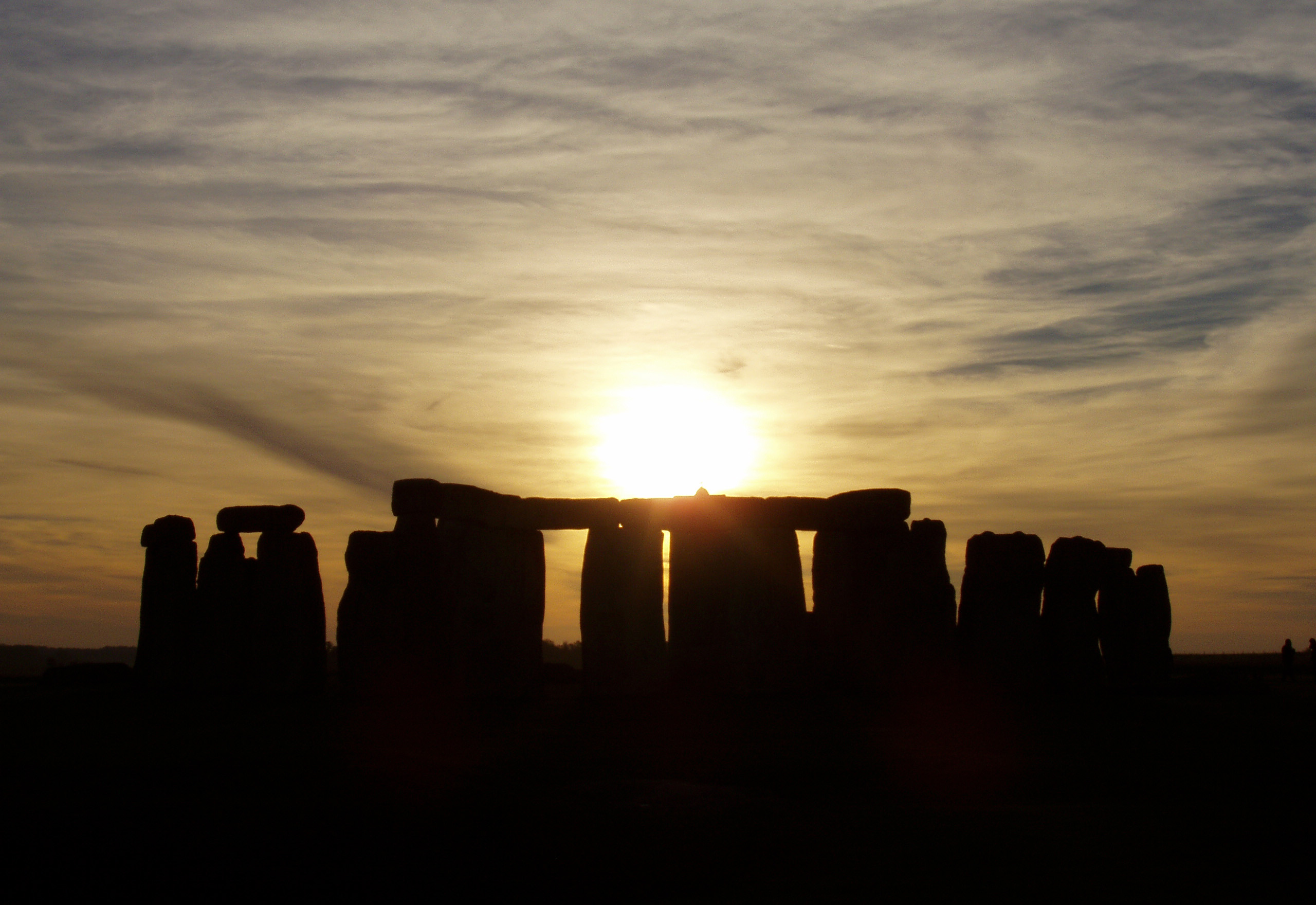
Stonehenge in november

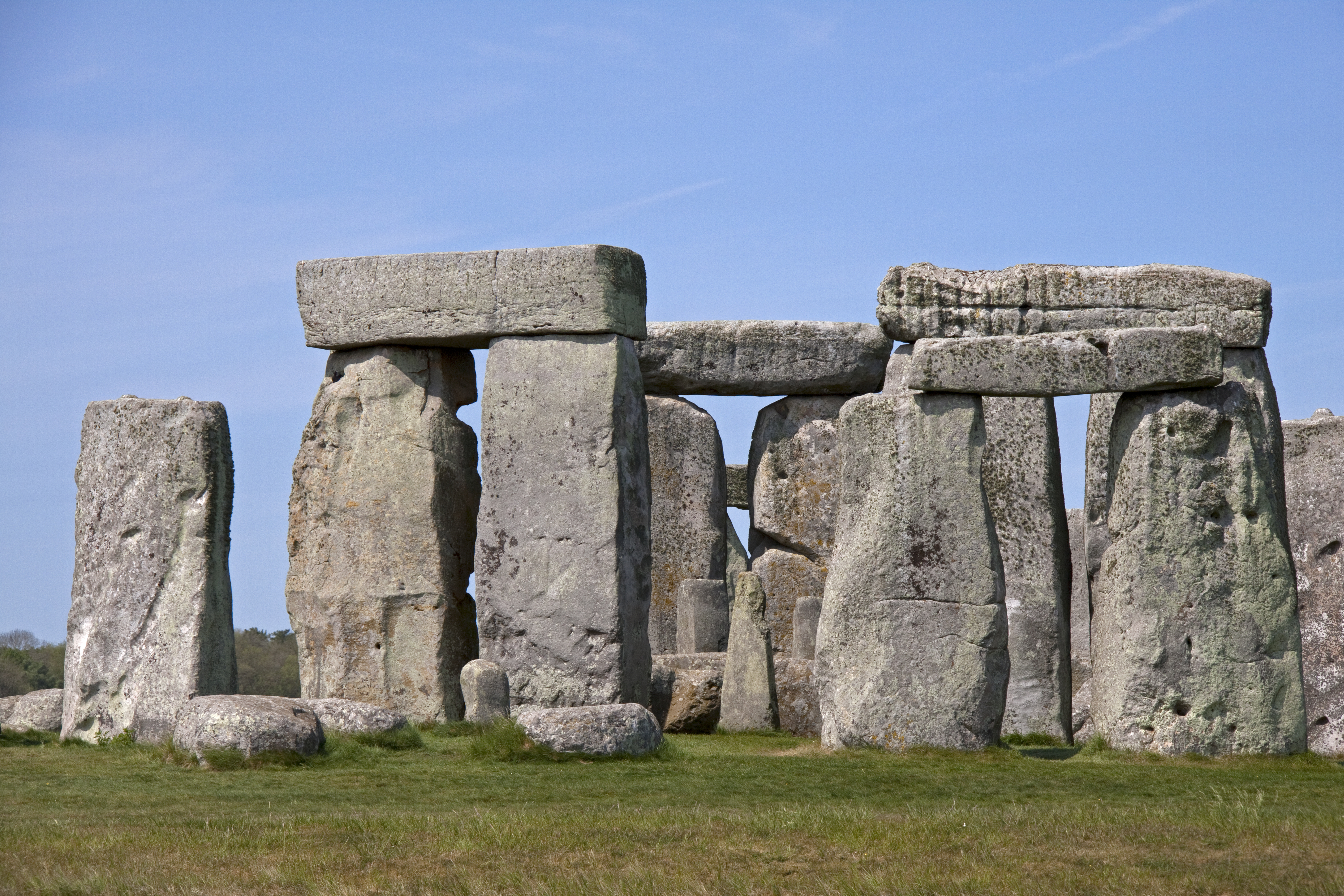
Stonehenge

Stonehenge is een megalithisch monument uit de Jonge Steentijd, dicht bij de plaats Amesbury in het Engelse graafschap Wiltshire en ongeveer 13 kilometer ten noordwesten van Salisbury op de Salisbury Plain. Bij een datering uit 2007 is de bouw van Stonehenge bepaald op 2300 voor Christus, 300 jaar later dan tot dan toe werd aangenomen.
Het grote monument bestaat uit een aarden wal rondom een cirkelvormig arrangement van grote, primitief bewerkte, staande stenen en is een van de beroemdste prehistorische locaties op aarde. Hoewel het woord 'henge' is afgeleid van stonehenge, is het geen echte henge.
Het bouwwerk plus omgeving zijn in 1986 toegevoegd aan de Werelderfgoedlijst van UNESCO, tegelijk met het hengemonument van Avebury onder de inschrijving Stonehenge, Avebury en bijbehorende plaatsen. Het is tevens een door de Britse overheid bij wet beschermd antiek bouwwerk. Stonehenge zelf is eigendom van de Kroon (die het in 1918 verkreeg van de laatste private eigenaar Cecil Chubb) en wordt beheerd door de English Heritage-organisatie. De omliggende landerijen zijn eigendom van de National Trust for Places of Historic Interest, in het Verenigd Koninkrijk algemeen bekend als de National Trust.

## Etymologie
Een henge is een rond of ovaal type neolithisch aardwerk bestaande uit een wal en greppel met een of meer doorgangen. De meeste exemplaren zijn bekend uit Groot-Brittannië.
Het boek Stonehenge Complete van Christopher Chippindale zegt dat de naam Stonehenge komt van de oud-Engelse woorden stān wat "steen" betekent en hencg, wat overeenkomt met het Engelse hinge, of "scharnier", "verbinding" (omdat de stenen liggers verbonden zijn met de opstaande stenen). Een andere mogelijkheid voor de betekenis van het henge-gedeelte is het oud-Engelse hen(c)en wat "hangen" of "galg" betekent. Middeleeuwse galgen hadden vaak de structuur van de staande stenen verbonden door een horizontale balk zoals bij Stonehenge. Eerder dan de omgekeerde L-vorm die later meer in gebruik was.
Het henge-achtervoegsel wordt bij uitbreiding gebruikt voor monumenten uit de prehistorie met een cirkelvormige structuur zoals bij Stonehenge. Archeologen definiëren een henge als een bouwwerk bestaande uit cirkelvormige verhoogde afsluiting met een interne gracht. Hierop is Stonehenge een uitzondering omdat de gracht zich buiten de afsluiting bevindt. Stonehenge is in dezelfde tijd gebouwd als andere henges uit het Neolithicum. Toch is het in veel opzichten atypisch en alleen qua vorm verwant met andere steencirkels.

## Geschiedenis
Sinds 1798 hebben een aantal opgravingen bij Stonehenge plaatsgevonden waaruit het volgende geconcludeerd is:
Het Stonehenge-complex werd gebouwd in verschillende fases die samen minstens 1500 jaar overspannen. Er zijn bewijzen voor activiteiten voor en na de eigenlijke bouwfases, waardoor de tijdspanne van "gebruik" van het monument kan geraamd worden op 6500 jaar.
Genetisch onderzoek toonde aan dat het bij de megalietbouwers niet om afstammelingen van de vroegere mesolithische bevolking ging, maar om neolithische immigranten uit het zuidoosten.
De posities van de stenen werden bestudeerd door archeoastronomen. Alle hypothesen over het doel van dit monument, zelfs de meer puur speculatieve, zijn het over één punt eens: de hoefijzers en de stenen die verticaal voor hun openingen zijn geplaatst, zijn precies uitgelijnd met de zonsopgang op de dag van de zomerwisseling. Door de gebroken symmetrie in deze hoefijzerachtige bogen, van bovenaf gezien, verschilt Stonehenge aanzienlijk van monumenten die uitsluitend uit steencirkels bestaan : hier bleef de symmetrie ononderbroken.

### De tijd voor het monument (8000 v.Chr.)
Er zijn vier (misschien vijf) paalkuilen gevonden onder de huidige toeristenparkeerplaats nabij de site. Die konden gedateerd worden tot rond 8000 v.Chr.

### Stonehenge 1 (circa 3100 v.Chr.)

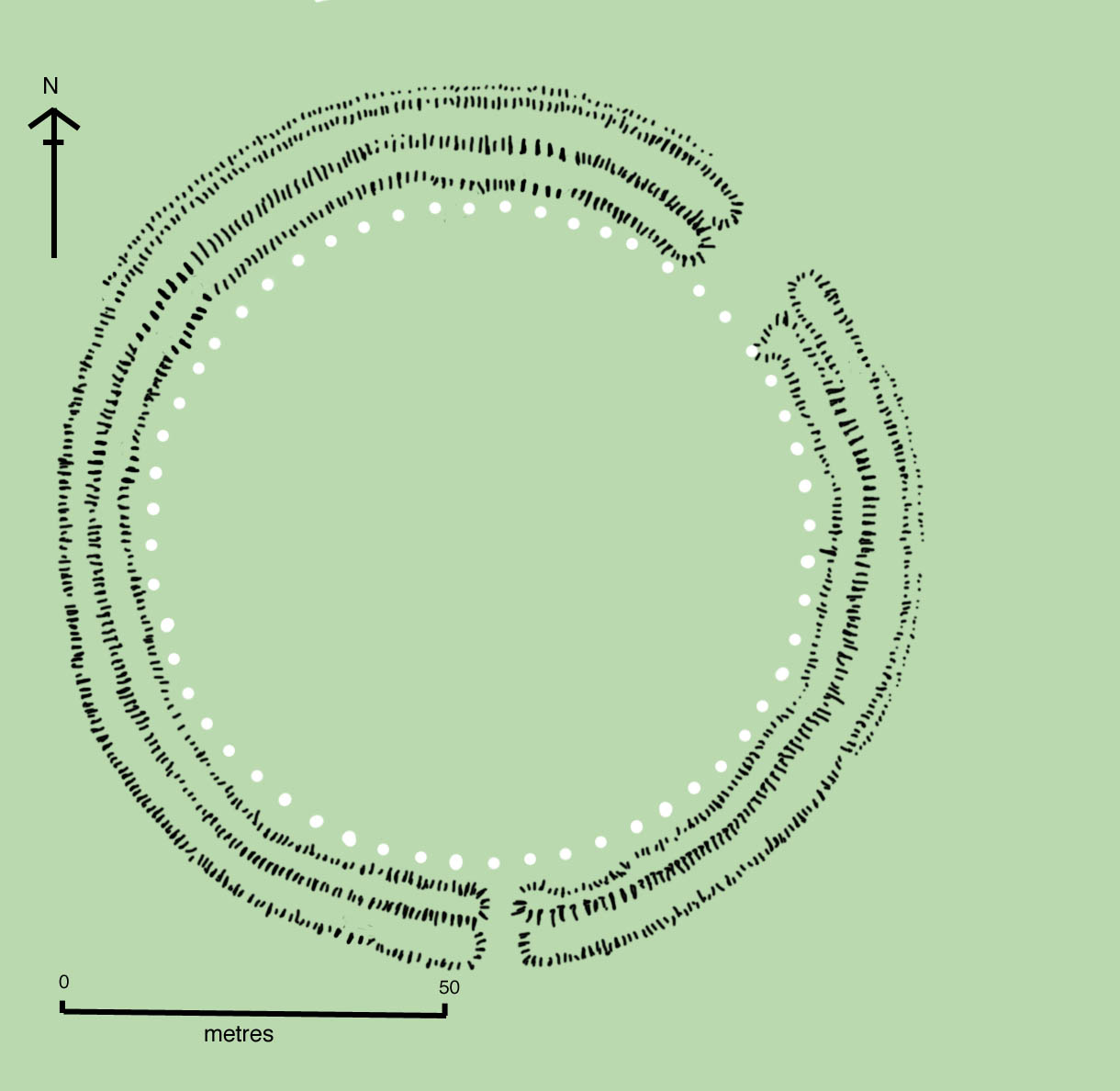
Fase 1

Het eerste monument bestond uit een cirkelvormige verhoging met een gracht van 110 meter diameter in het open grasland. Er was een grote ingang in het noordoosten (zoals de huidige) en een kleinere in het zuiden. De bouwers plaatsten de beenderen van herten en runderen en een paar vuurstenen werktuigen in de bodem van de gracht. De beenderen waren veel ouder dan de geweien die gebruikt werden om de gracht te graven; de mensen die ze begroeven hadden ze blijkbaar een hele tijd bewaard voor ze begraven werden. De kalk die uit de gracht gegraven werd, werd gebruikt om de verhoging te construeren. In de buitenste rand werden ook 56 putten gevonden waarin mogelijk palen zaten.

### Stonehenge 2 (circa 3000 v.Chr.)
Zichtbaar bewijs van de tweede fase is er niet langer. Uit het aantal paalkuilen die uit deze periode stammen kon men opmaken dat er binnen de afsluiting een houten bouwwerk aanwezig was in het vroege derde millennium v.Chr. Meerdere staande palen werden geplaatst aan de noordoostelijke ingang en ook aan de zuidelijke ingang. De paalkuilen waren hier kleiner dan die van Stonehenge 1 (ongeveer 40 cm). De grotere kuilen van de vorige fase werden meer en meer als begraafplaats gebruikt. Ook de gracht werd als begraafplaats van assen na een crematie gebruikt. Minstens dertig verschillende crematies werden zo gevonden. Hierdoor wordt Stonehenge meer en meer geïnterpreteerd als een crematie- en begraafplaats, de oudst bekende in het Verenigd Koninkrijk. Er werden ook fragmenten van onverbrande menselijke beenderen gevonden in de gracht. De gevonden potscherven in de onmiddellijke buurt droegen bij tot datering.

### Stonehenge 3 I (circa 2600 v.Chr.)

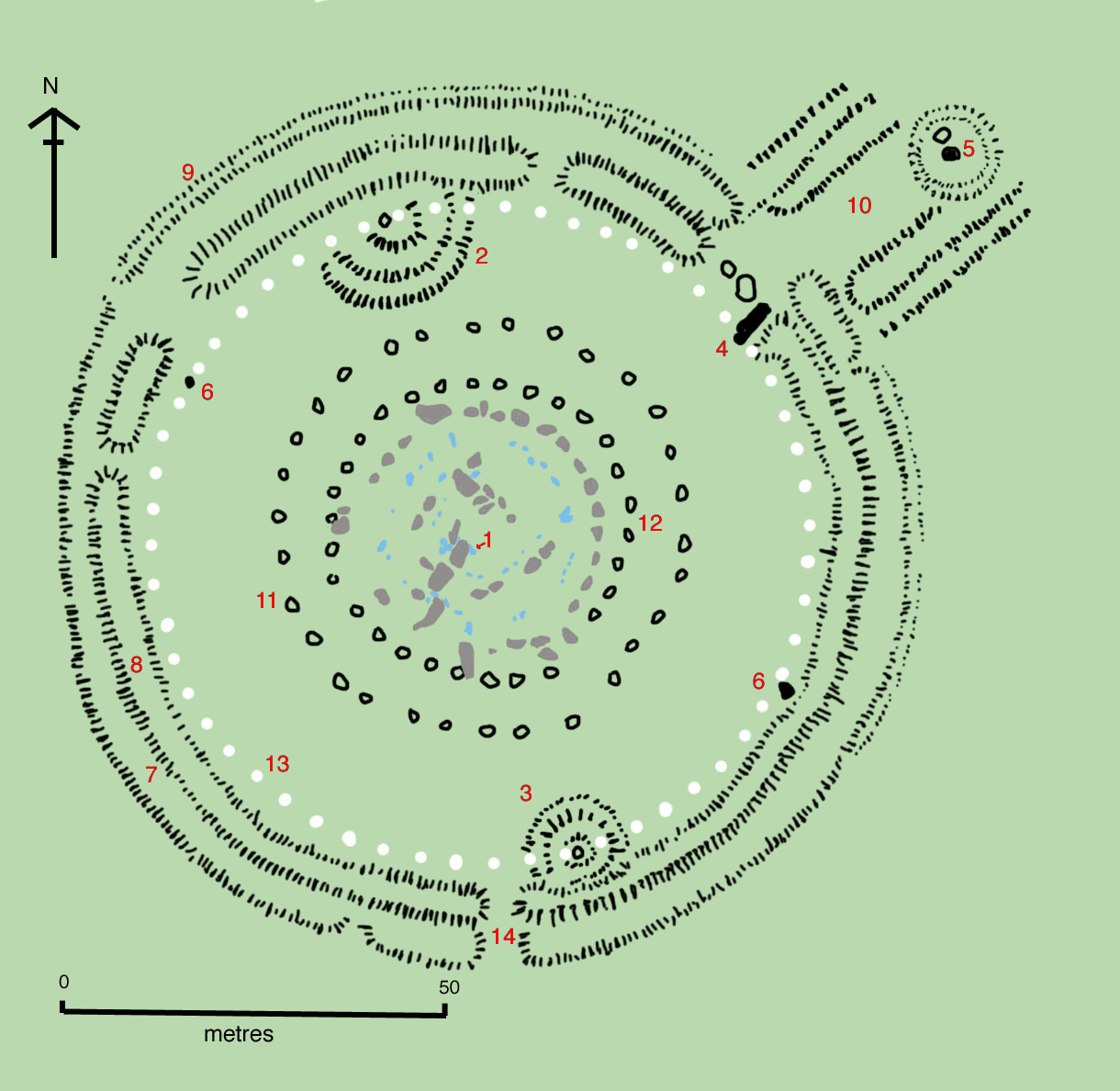
Plattegrond van Stonehenge (klik op afbeelding voor legenda)

Opgravingen toonden aan dat rond 2600 v.Chr. het bouwen met hout werd verlaten ten gunste van steen. In het centrum van de site werden gaten gevonden in de vorm van twee concentrische open cirkels. Dit zijn de zogenoemde Q- en R-gaten. De gaten bevatten tot 80 staande stenen. Men dacht tot voor kort dat de stenen door mensen vanuit Wales tot op de bouwplaats werden gebracht. Volgens een nieuwere theorie zijn ze door gletsjers verplaatst. Andere staande stenen werden later gebruikt als liggende steen. De vier ton wegende stenen waren gehouwen uit gevlekte doleriet uit het Ordovicium maar er waren er ook van ryoliet, tufsteen en kalkhoudende lavasteen. Elke steen was 2 meter hoog, 1 à 1,5 meter breed en ongeveer 80 cm dik. De steen die bekend raakte als de Altaarsteen komt niet uit South Pembrokeshire of de Brecon Beacons in Wales, zoals eerder gedacht, maar waarschijnlijk uit Schotland en stond waarschijnlijk in het monument opgesteld als alleenstaande grote monoliet.
De noordoostelijke ingang werd in deze periode verbreed waardoor hij juist in de richting van de zonsopkomst in midzomer en de zonsondergang in midwinter kwam. Ook werd de Hielsteen, een tertiaire zandsteen, waarschijnlijk in deze periode aan de noordoostelijke ingang geplaatst. Een precieze datering hiervan is niet mogelijk. Van deze periode dateert ook de Avenue, een paar parallel liggende grachten dat drie kilometer loopt vertrekkend vanuit de noordoostelijke ingang.

### Stonehenge 3 II (2600–2400 v.Chr.)
In de volgende belangrijke fase van bouwactiviteiten aan het eind van het derde millennium v.Chr. werden 30 enorme sarsen-stenen uit het Oligoceen-Mioceen naar de site gebracht. Bij het stapelen van de stenen werden pen-en-gatverbindingen toegepast. De horizontale stenen die bovenop lagen werden onderling verbonden door een messing-en-groefverbinding, ook een klassieke houtbewerkingsverbinding. De stenen van 25 ton zwaar werden bewerkt met het duidelijke idee in gedachten van de open cirkel. De liggende stenen waren lichtjes gebogen. De staande stenen waren naar boven toe breder, om een effect van hoogte te versterken. De binnenkanten van de stenen werden fijner bewerkt dan de buitenkanten. Binnen de buitenste cirkel werden vijf trilithons geplaatst in de vorm van een hoefijzer, met het open einde in de richting van het noordoosten. Het waren gigantische stenen van 50 ton elk op dezelfde wijze met elkaar verbonden als die van de buitenste cirkel. Van de grootste trilithon staat er nog slechts één steen recht. Hij steekt 6 meter 70 boven de grond uit, 2 meter 40 is onder de grond.
De ingekerfde figuren van een "dolk" en 14 "bijlhoofden" werden gevonden op een van de sarsen-stenen. Nog meer bijlhoofden werden gevonden op 3 andere stenen. De afbeeldingen zijn morfologisch conform aan de wapens van de Bronstijd. Deze periode werd gedateerd aan de hand van koolstofdatering tussen 2600 en 2400 v.Chr. In de onmiddellijke nabijheid van de site werden 2 graven ontdekt die van een iets latere tijd dateren. 3 kilometer ten westen van Amesbury werd in 2002 de "Amesbury Archer" gevonden, in 2003 de "Boscombe Bowmen". De "Stonehenge Archer" werd in 1978 al ontdekt in de buitenste gracht van het monument.
In deze periode werden, 2 kilometer van Stonehenge, een grote houten cirkel en een andere Avenue geconstrueerd op de site Durrington Walls. De positionering tegenover de zonsondergang en zonsopkomst op midzomer- en midwinterdag is tegenovergesteld als bij Stonehenge zodat het niet onwaarschijnlijk is dat er processies waren van de ene cirkel naar de andere op de kortste en de langste dag van het jaar. Het lijkt er op dat de cirkel in Durrington hierbij gold als een land van de levenden, waarbij Stonehenge het land van de dood was.

### Stonehenge 3 III
Later in de Bronstijd werden de blauwe stenen voor de eerste keer opnieuw rechtgezet. Exacte gegevens ontbreken hierover nog steeds. De inkervingen tonen aan dat de stenen mogelijk deel werden van een door uit hout opgetrokken structuur.

### Stonehenge 3 IV (2280–1930 v.Chr.)
Er werden blauwe stenen herschikt tot een ovale structuur in het centrum. De altaarsteen werd mogelijk rechtop geplaatst. De nieuwere constructies waren minder grondig in de bodem verankerd waardoor sommige stenen in deze periode begonnen over te hellen. Na deze periode werden nog slechts kleine aanpassingen aan het monument gedaan.

### Stonehenge 3 V (1930–1600 v.Chr.)
Kort daarna werd de noordoostelijke sectie van de cirkel uit de fase 3 V verwijderd waardoor de vorm van de centrale sarsens gespiegeld werd. Uit deze periode stamt ook Seahenge uit Norfolk.

### Na het monument (vanaf 1600 v.Chr)
De periode waarin het monument voor het laatst gebruikt werd is de IJzertijd.
Binnen en buiten het monument werden Romeinse en middeleeuwse munten en artefacten opgegraven maar het is niet bekend of de site op dat moment nog een echte functie had.

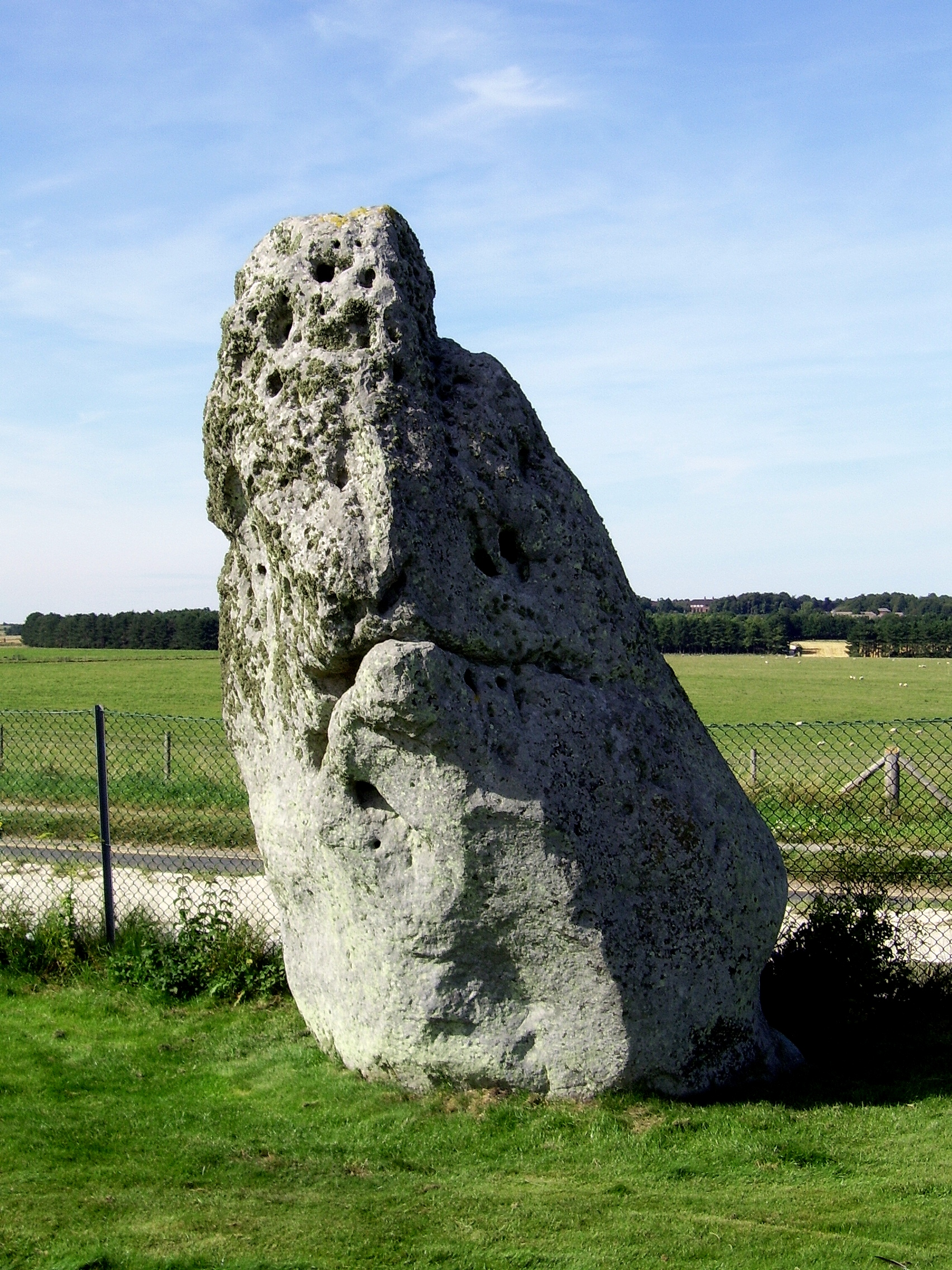
Hielsteen
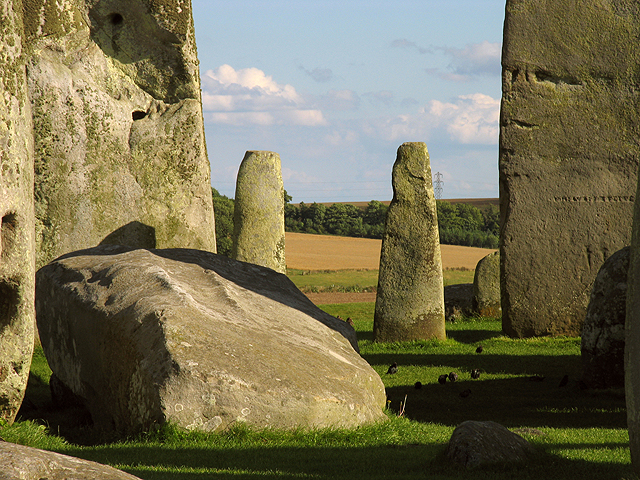
Altaarsteen
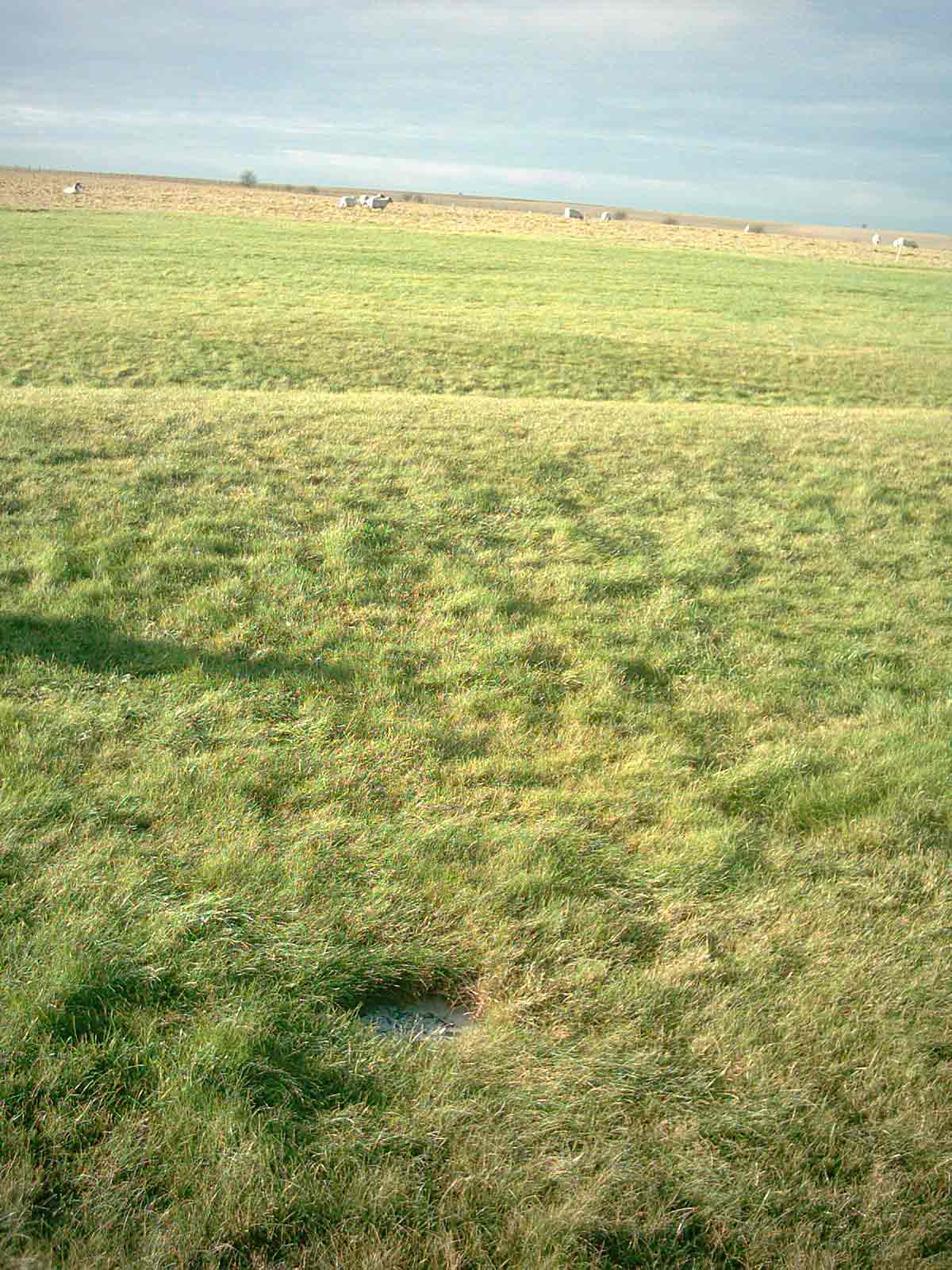
Aubrey gaten
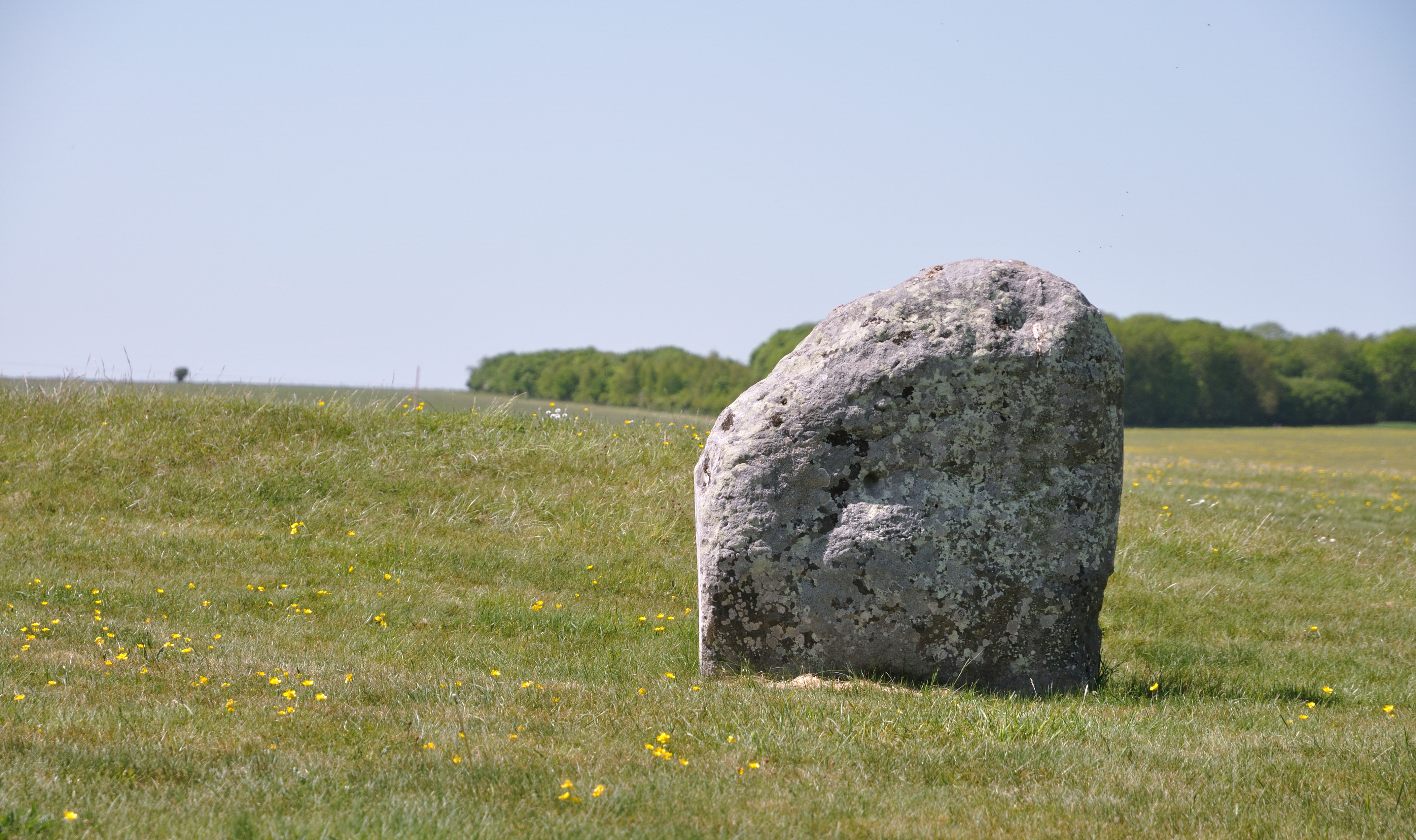
Station stone
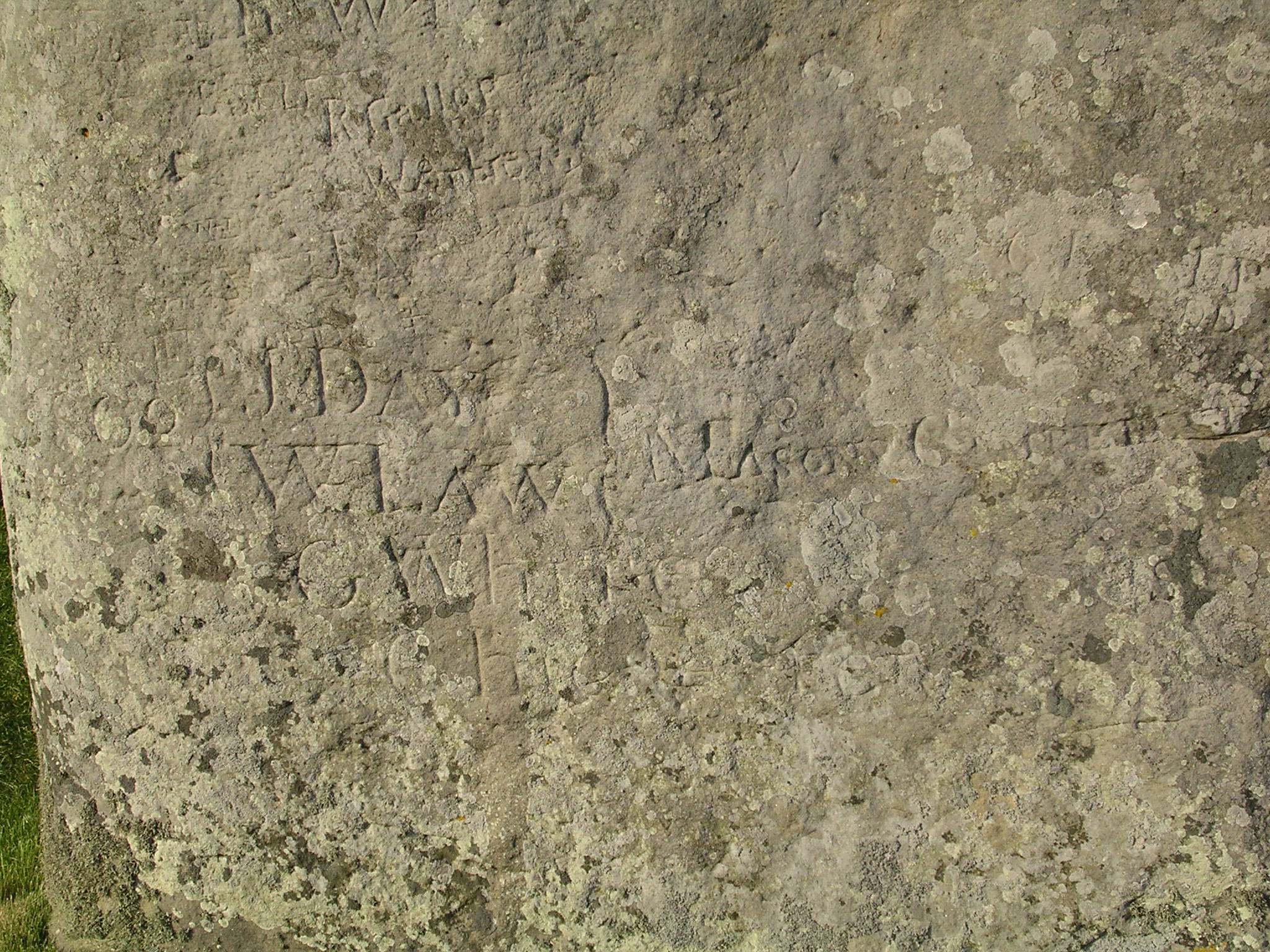
Inkervingen
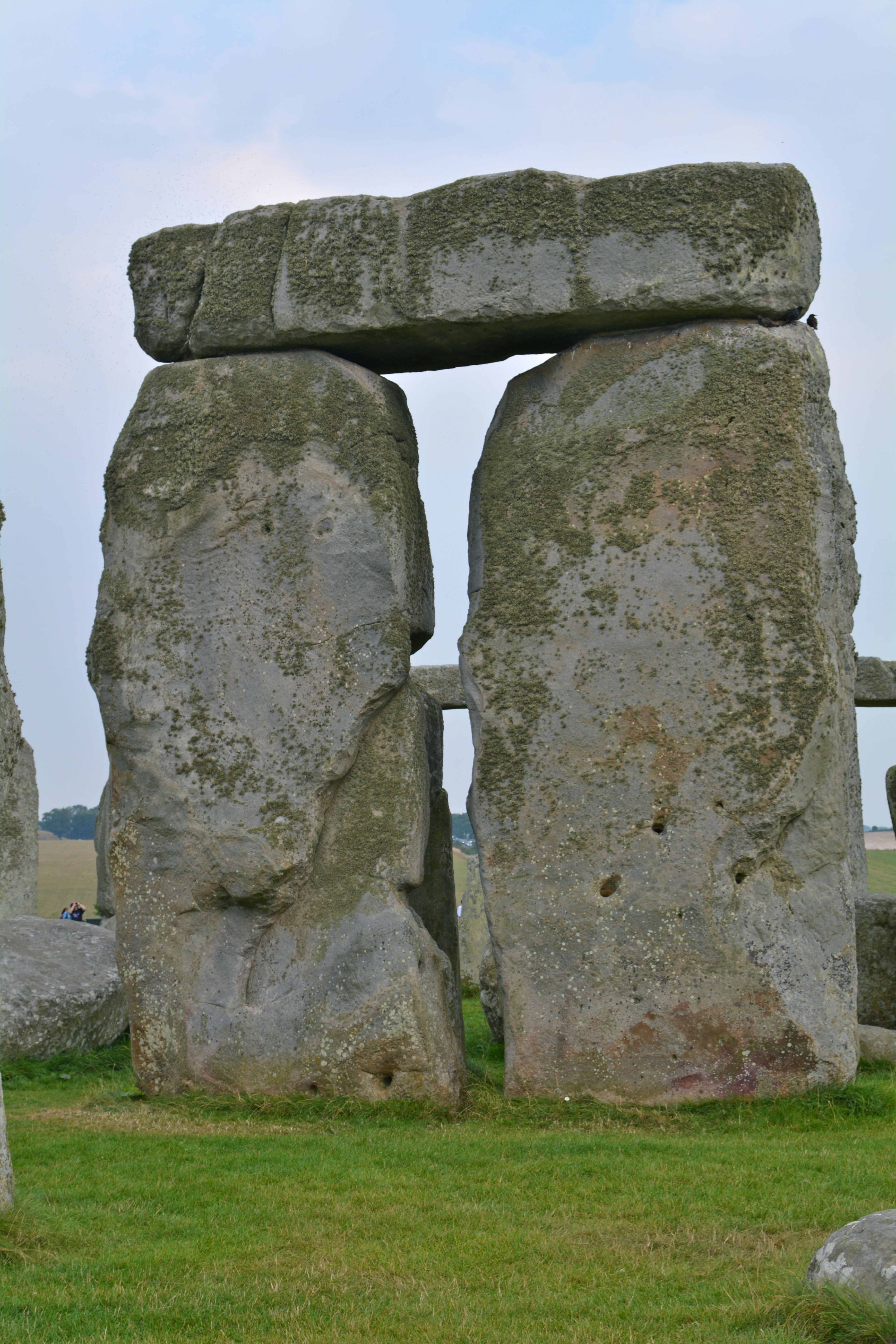
Detail

## Functie
Archeologen aan de Universiteit van Sheffield hebben door koolstofdatering van gecremeerde menselijke resten gevonden op Stonehenge kunnen aantonen dat het monument als een begraafplaats gebruikt werd van bij zijn ontstaan net na 3000 v.Chr. tot nadat de stenen werden opgericht rond 2500 v.Chr. De deskundigen nemen aan dat de menselijke resten de graven zijn van natuurlijk gestorven leden van één elitefamilie en haar nakomelingen, waarschijnlijk een dynastie van heersers.
Opgravingen ondersteund door National Geographic op de site van Durrington Walls in de Stonehenge World Heritage site legden een enorme nederzetting bloot die honderden mensen onderdak bood. Archeologen geloven dat deze nederzetting bewoond werd door de bouwers van het monument Stonehenge.
Onder een van de stenen van Stonehenge is koperoxide gevonden, wat kan betekenen dat daar een koperen voorwerp als een soort van 'bouwoffer' is begraven.
In september 2008 maakten Britse archeologen nieuwe bevindingen openbaar, zij waren de eersten die sinds 1946 onderzoek mochten doen bij het complex. Ze dateren de bouw van Stonehenge op 2300 voor Christus, driehonderd jaar jonger dan eerder werd aangenomen. De functie van het complex was volgens hen een gezondheidscentrum. Er zijn veel skeletten gevonden, waarvan niet alle uit de nabije omgeving afkomstig, met lichamelijke aandoeningen. De archeologen zien Stonehenge als een Lourdes van de oudheid. Volgens de onderzoekers hadden vooral de blauwe stenen (uit Wales) een belangrijke functie.

### Zonnewende

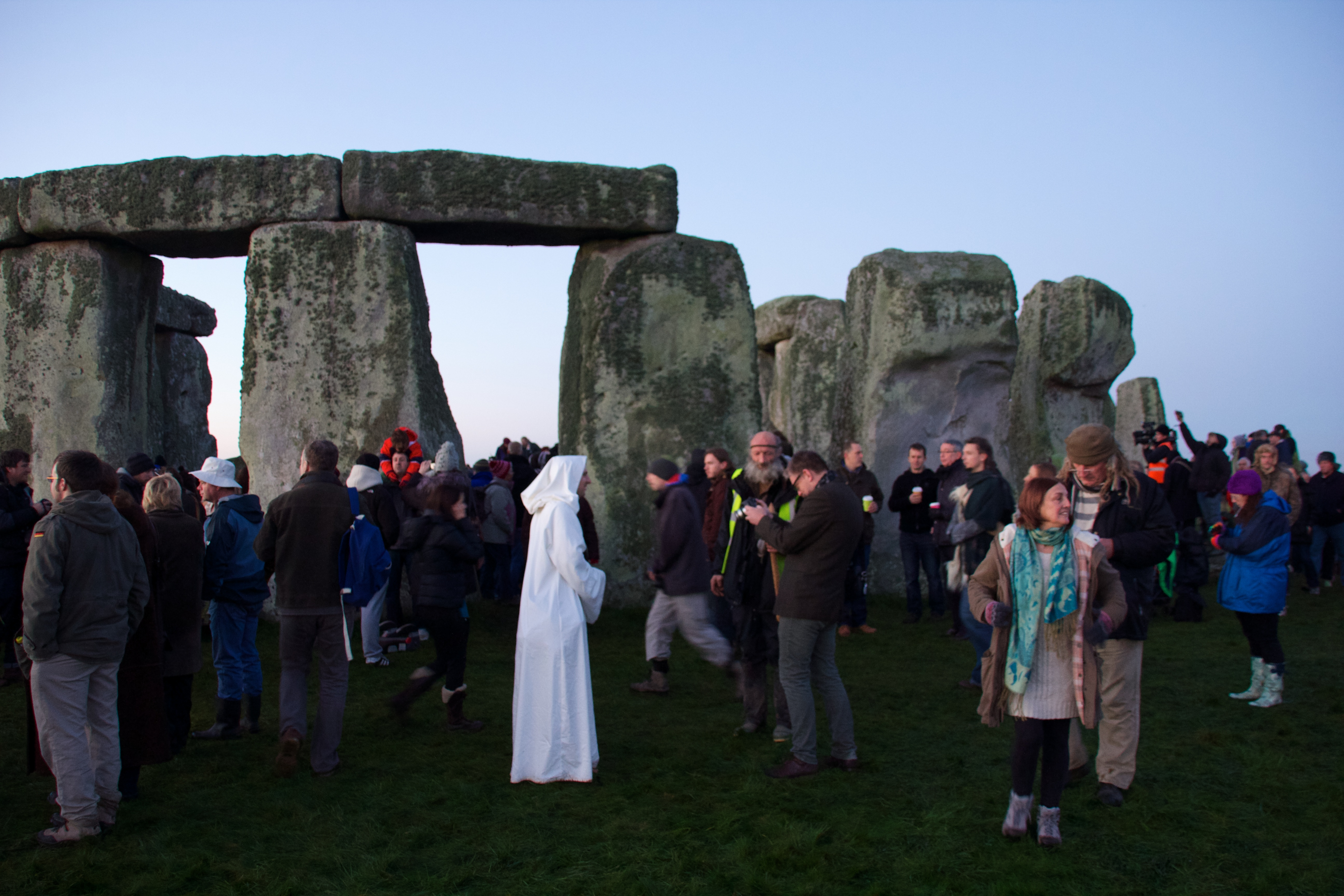
Bezoekers tijdens zonnewende in 2012

Elk jaar komen veel mensen bijeen om samen de zonnewende te ervaren, de zon komt dan achter de Heel Stone op.
Stonehenge is ook erg bekend bij wichelroedelopers. Zij geloven dat de plek een kruising van zogenaamde leylijnen zou bevatten. Een van deze leylijnen zou precies uitkomen onder de kathedraal in Avebury. 

## Kritiek op restauratie
Het huidige Stonehenge is aanzienlijk gerestaureerd en de toestand van het monument komt niet overeen met het Stonehenge zoals dat er in de 18e eeuw uitzag. Bewijzen daarvan zijn te vinden door tekeningen en foto's te vergelijken met het huidige bouwwerk. Een aantal monolieten zijn bij restauratie in een betonnen voet gegoten, andere monolieten en steenbogen werden verplaatst of opgericht. Hierdoor is het nog moeilijker geworden te zeggen wat de werkelijke bedoeling van de oorspronkelijke bouwers is geweest. Ook wordt door critici beweerd dat de topografie rond het monument doelbewust is veranderd.

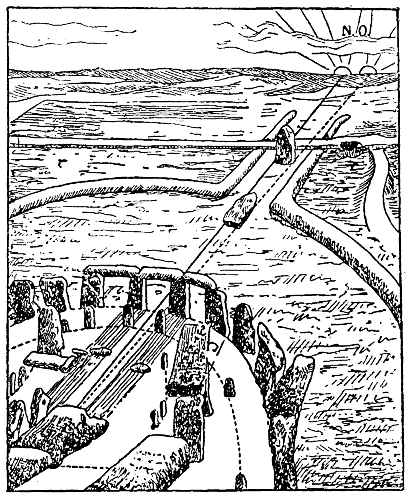
Midzomer bij Stonehenge 1700 v.Chr., afbeelding in het Nordisk familjebok (een encyclopedie, 1918)
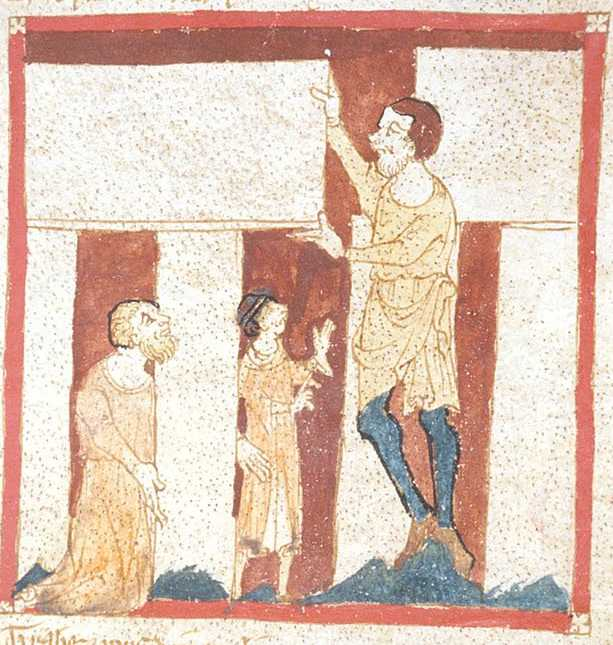
De bouw van Stonehenge met assistentie van Merlijn, 14e eeuw en de oudste afbeelding van Stonehenge die bekend is
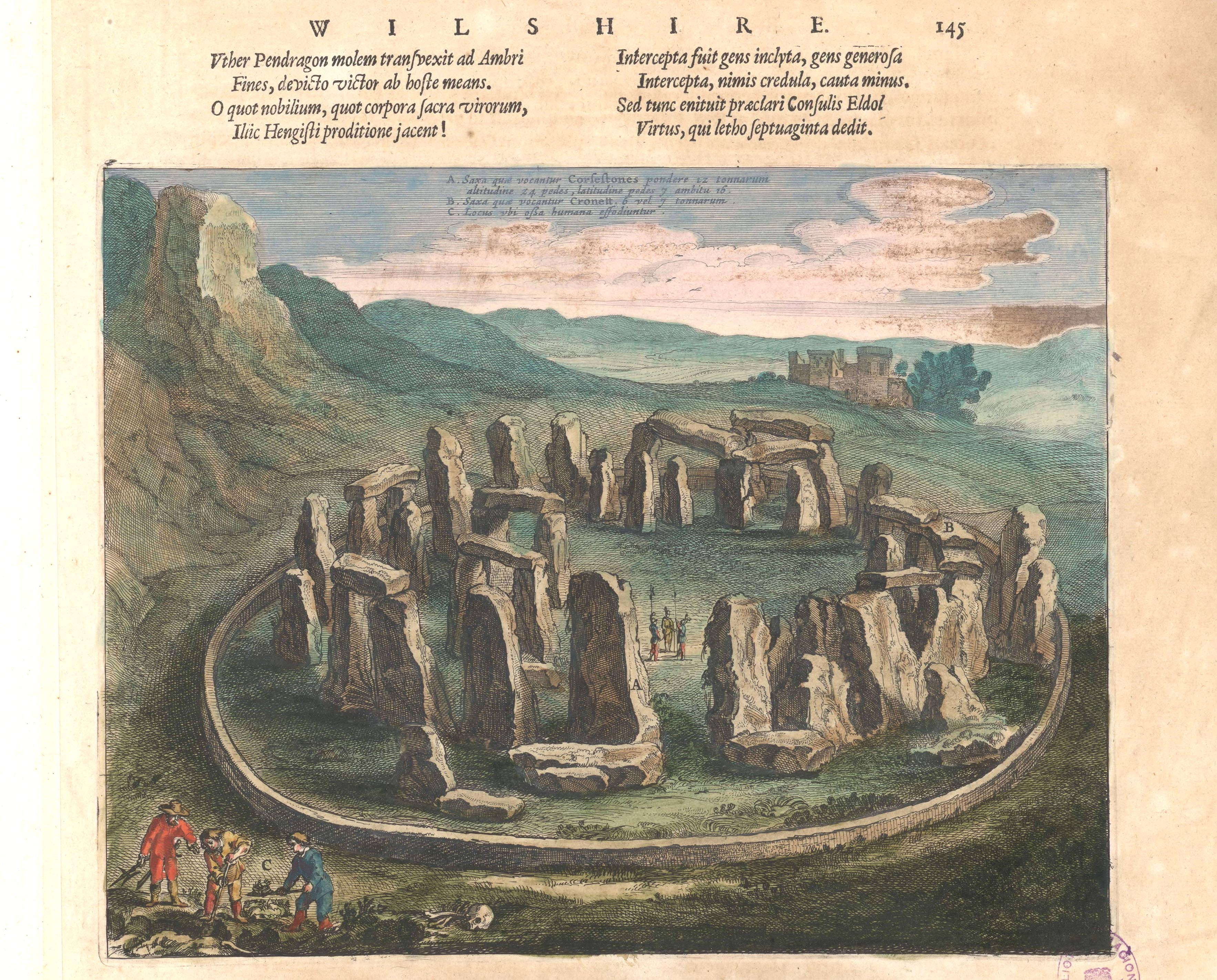
Stonehenge uit de atlas van Blaeu, vanaf 1645
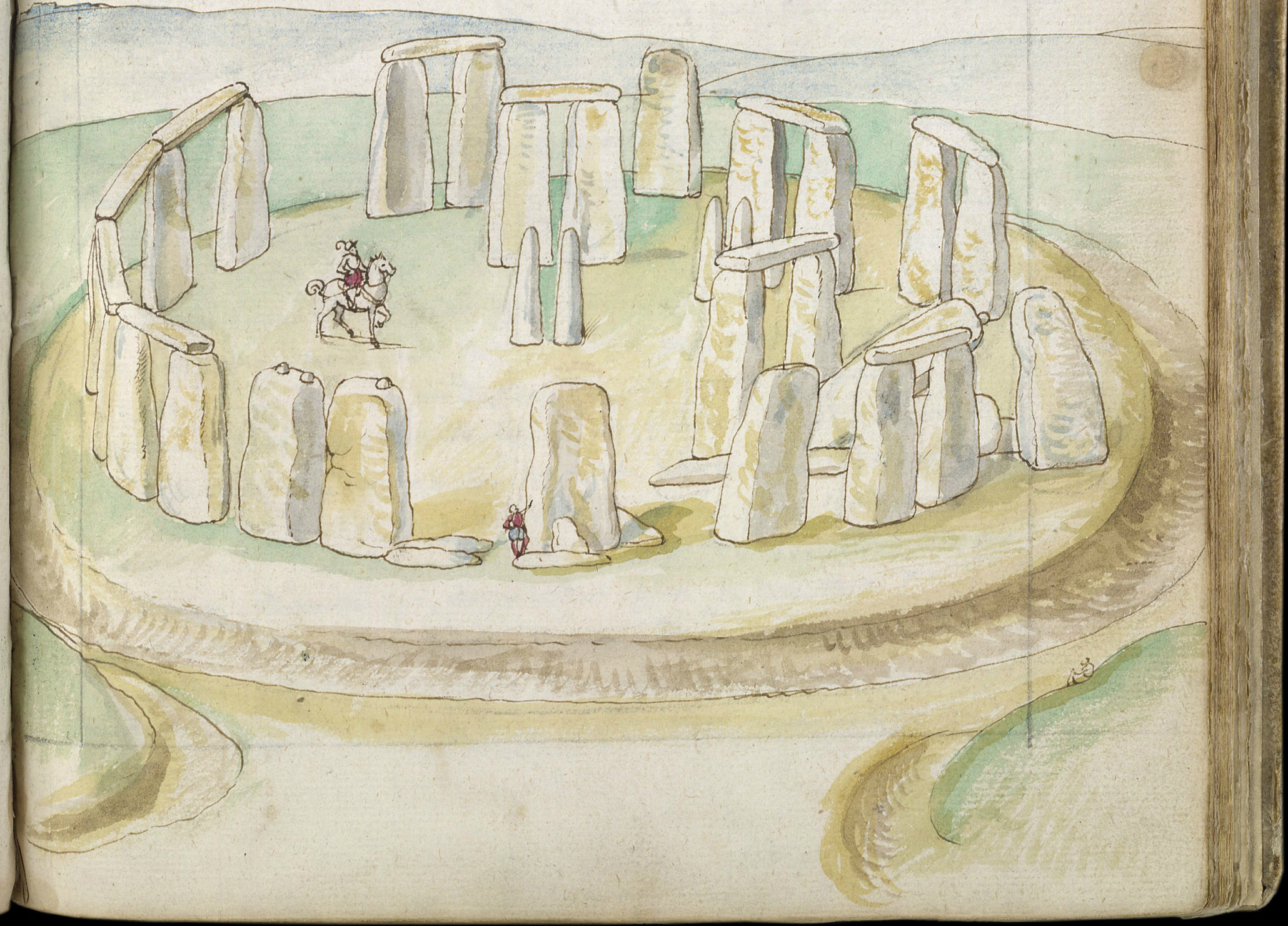
Eerste realistische afbeelding van Stonehenge door Lucas d'Heere, Corte Beschryvinghe van England, Scotland ende Irland (tussen 1573 en 1575)
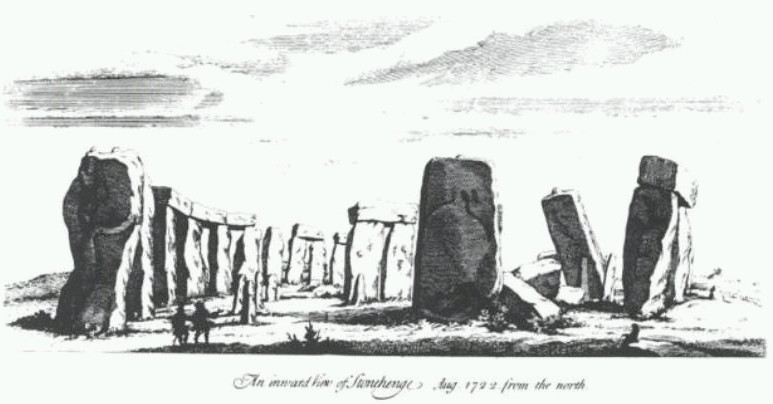
Stonehenge afgebeeld in Stonehenge, A Temple Restor'd to the British Druids, 1740
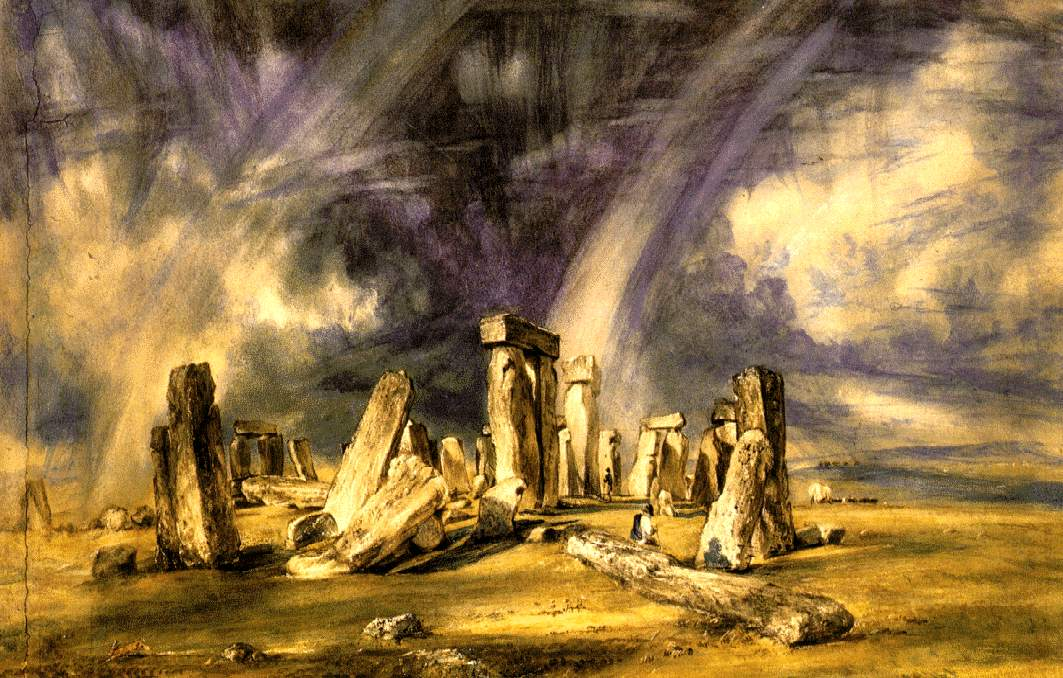
Stonehenge door John Constable 1835

## In Wales
Archeologen van een Londense universiteit vermoeden dat de stenen van Stonehenge eerder in Wales stonden. Een volk daar zou de stenen bij een verhuizing hebben meegenomen en bijna 250 km oostwaarts weer hebben opgesteld. Sommige stenen zouden volgens een onderzoek in 2015 uit de Presili-heuvels aan de westkust van Wales komen. Daar werd drie jaar later de sporen van een monument, Waun Mawn, gevonden, dat op Stonehenge lijkt. Daar staan nog vier stenen, die behoord hebben tot een cirkel van 30 - 50 stenen, met een diameter van 110 meter. Dit monument moet rond 3400 v. Chr. zijn gebouwd. Een steen van Stonehenge zou zelfs precies in een gat op de plaats van het monument in Wales passen. De BBC zond er  The Lost Circle Revealed over uit.

## In Ierland
Volgens Geoffrey van Monmouth' Historia regum Britanniae stuurde koning Aurelius Ambrosius Uther Pendragon er op uit om gestorven helden te eren met de Ring van de Reuzen van de legendarische Mount Killaraus in Ierland. Met hulp van Merlijn zou de Ring van de Reuzen van Ierland naar Salisbury zijn overgezet: Stonehenge.

## Andere locaties
Gelijksoortige megalietconstructies, hoewel niet van dezelfde grootte, zijn te vinden in:
- Engeland: onder andere Avebury en Castlerigg stone circle bij Keswick
- Frankrijk, Carnac: menhirs
- Corsica
- Schotland
- Nederland, Drenthe (hunebedden)
- België (dolmens en menhirs)
- Portugal (dolmens, menhirs en cromlechs (Cromeleque dos Almendres)
- Spanje (dolmens, menhirs)

Niet megalithisch, maar eveneens gelijkend op Stonehenge:
- Woodhenge Amesbury, een houten constructie, vermoedelijk uit de bronstijd.